# Leutenbach (Bawaria)
Leutenbach – miejscowość i gmina w Niemczech, w kraju związkowym Bawaria, w rejencji Górna Frankonia, w regionie Oberfranken-West, w powiecie Forchheim, wchodzi w skład wspólnoty administracyjnej Kirchehrenbach. Leży w Szwajcarii Frankońskiej.
Gmina leży 8 km na wschód od Forchheimu, 39 km na południowy zachód od Bayreuth i 28 km na północ od Norymbergi.

## Polityka
Wójtem jest Otto Siebenhaar. Rada gminy składa się z 12 członków:
|      | CSU | SPD | Zieloni | WG Ehrenbach | FW Leutenbach-Dietzhof | WG Ortspitz-Seidmar | Razem |
| 2002 | 1   | 5   | 4       | 2            | 12 miejsc              |                     |       |